# آنا باند
آنا باند (به کنادا: Anna Bond) فیلمی محصول سال ۲۰۱۲ و به کارگردانی دنیا سوری است. در این فیلم بازیگرانی همچون پونیت راجکومار، نیدهی سوبایاه، پریامانی، جکی شروف ایفای نقش کرده‌اند.